# نورثروپ ان-۱ام
نورثروپ ان-۱ام (به انگلیسی: Northrop N-1M) یک هواپیمای ساختِ کارخانهٔ نورثروپ در کشور ایالات متحده آمریکا است. این هواپیما برای نخستین بار در ۳ ژوئیه ۱۹۴۰ میلادی مورد استفاده قرار گرفت.